# The Bailiff and the Dressmakers
The Bailiff and the Dressmakers è un cortometraggio muto del 1909 diretto da Theo Bouwmeester (Theo Frenkel).

## Trama
Le ragazze e gli innamorati si nascondono per sfuggire al padrone di casa e agli ufficiali giudiziari.

## Produzione
Il film fu prodotto dalla Hepworth.

## Distribuzione
Distribuito dalla Hepworth, il film - un cortometraggio di cui non si conosce la lunghezza - uscì nelle sale cinematografiche britanniche nell'aprile 1909.
Si conoscono pochi dati del film che, prodotto dalla Hepworth, fu distrutto nel 1924 dallo stesso produttore, Cecil M. Hepworth. Fallito, in gravissime difficoltà finanziarie, il produttore pensò in questo modo di poter almeno recuperare il nitrato d'argento della pellicola.